# 클레멘트 그린버그

클레멘트 그린버그(Clement Greenberg, 1909년 1월 16일 – 1994년 5월 7일)는 매우 영향력 있는, 20세기 중반 미국 현대 미술과 밀접한 관련이 있는 예술 평론가이다. 그는 예술 운동 추상표현주의와 화가 잭슨 폴록과의 관계로 알려져 있다.

## 어린 시절
그린버그는 1909년 뉴욕 브롱크스 자치구에서 태어났다. 그의 부모는 중산층 유대인 이민자였고 그는 세 아들 중 장남이었다. 그린버그는 1934년에 결혼하여 이듬해에 아들을 낳았고 그 다음 해에 이혼했다. 1936년 그린버그는 연방 정부에서 공무원 행정부, 재향 군인 행정부, 그리고 마지막으로 1937년 세관 감정사 부서 등의 일을 했다. 이러한 일들을 거친 뒤 그린버그는 진지하게 글을 쓰기 시작했고, 얼마 지나지 않아 그의 글은 소수의 작은 잡지와 문학 저널에 출판되었다.

## 아방가르드와 키치
그의 첫 발간된 에세이는 주로 문학과 연극을 다루었지만, 예술은 여전히 그린버그에게 강력한 매력을 지니고 있었기 때문에 1939년에 그는 가장 잘 알려져 있고 자주 인용되는 에세이인 "아방가르드와 키치"를 통해 시각 예술 작가로 갑작스럽게 이름을 올렸다. 마르크스주의의 영향을 받은 이 에세이에서 그린버그는 진정한 아방가르드 예술은 계몽주의의 비판적 사고 혁명의 산물이며, 따라서 주류 자본가와 공산주의 사회의 문화 타락에 저항하고 반동하는 동시에 시장이나 국가에 의존하게 되는 역설을 인정했다. 반면 키치는 산업화와 노동 계급의 도시화의 산물이었다.

## 미술사, 추상 표현주의 이후
그린버그는 20세기 미술사에 대한 그의 견해를 정의한 몇 가지의 에세이를 썼다.
그린버그의 견해에 따르면, 2차 세계대전 이후 미국은 '선진 예술'의 수호자가 되었다. 그는 해외에서의 비슷한 움직임을 칭찬했고, 1956년 뉴욕의 리버사이드 갤러리에서 미국 추상 예술가들과 함께 한 전시회의 성공 이후, 그는 1957년 그룹의 작품을 보기 위해 토론토로 갔다. 그는 특히 화가 윌리엄 로날드와 잭 부시의 잠재력에 깊은 인상을 받았고, 후에 부시와 친밀한 우정을 발전시켰다.
결국 그린버그는 추상적 표현주의가 "매너리즘의 집합"으로 전락한 것을 우려했고, 주제, 예술가와의 연결, 명확한 붓놀림과 같은 요소들을 버린 새로운 예술가들을 점점 더 주목하게 되었다. 그린버그는 이 과정이 캔버스의 진실성과 공간의 2차원적 측면(평탄함)을 드러낼 수 있는 "순수"의 수준에 도달했다고 제안했다.